# Avenue Roger-Sémat
L’avenue Roger-Sémat est une voie importante de la ville de Saint-Denis.

## Situation et accès

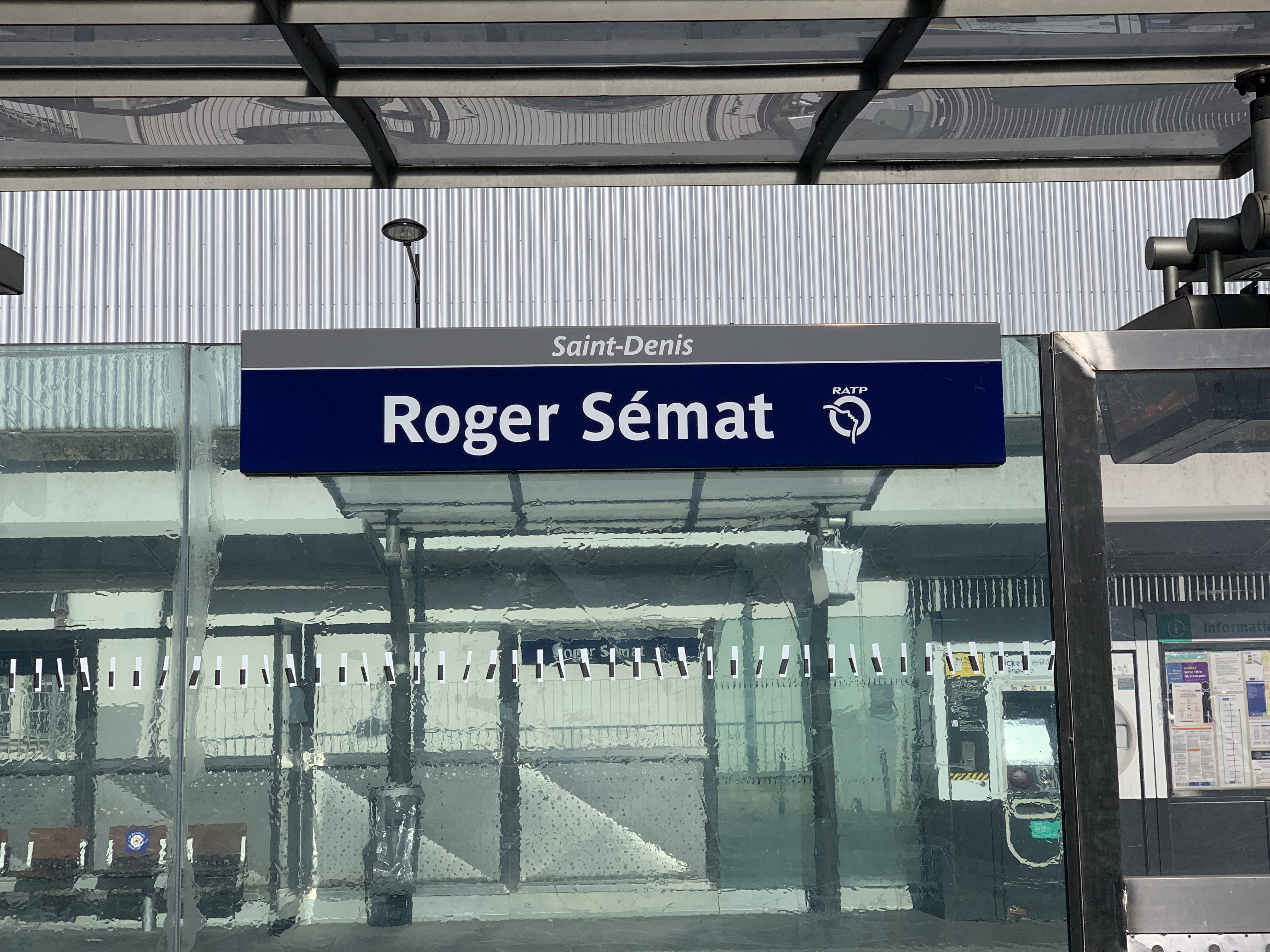
La station de tramway Roger-Sémat.

Cette avenue commence son tracé à la bifurcation de l'avenue Lénine. Sa desserte ferroviaire est assurée par la ligne 5 du tramway d'Île-de-France, dont elle suit le parcours.

## Origine du nom

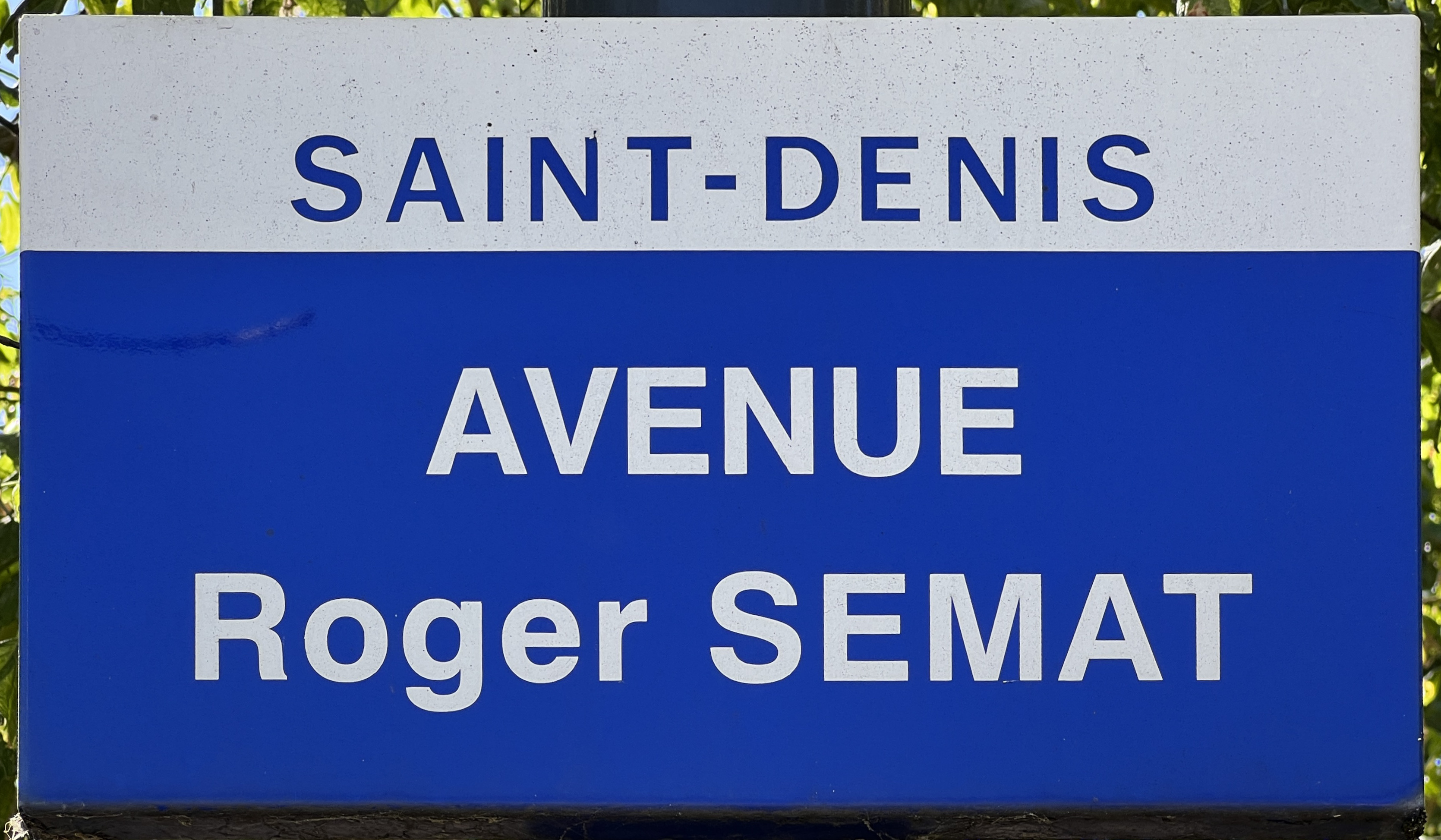
Plaque Avenue Roger-Sémat, 2022.

Cette avenue est l'ancienne route de Pierrefitte. Le 17 juin 1949, elle est renommée ainsi en hommage à Roger Sémat, militant communiste et résistant.

## Historique

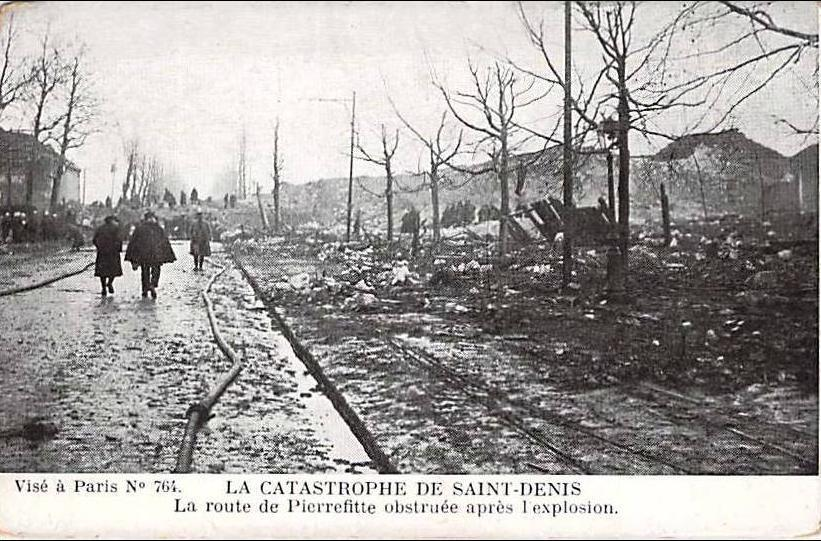
Catastrophe de Saint-Denis: Route de Pierrefitte obstruée après l'explosion.

Le 4 mars 1916, se produisit à cet endroit la catastrophe de Saint-Denis, l'explosion du dépôt de munitions du Fort de la Double-Couronne, qui fit des dizaines de morts et de blessés,.
L'explosion survient à 9h25, alors que des soldats déplacent des caisses de grenades dans la courtine Est du fort, au lieu-dit Le Barrage. Le désastre commence d'abord par de petits explosions. Ensuite vient une déflagration dont les effets se font sentir notamment jusqu'à l'hôtel de ville de Saint-Ouen dont les vitres sont brisées. Les pompiers estiment que 350 000 grenades ont explosé.
L’État refusera toutefois de reconnaître sa responsabilité dans l’explosion, et donc d’indemniser les victimes
.

## Bâtiments remarquables et lieux de mémoire

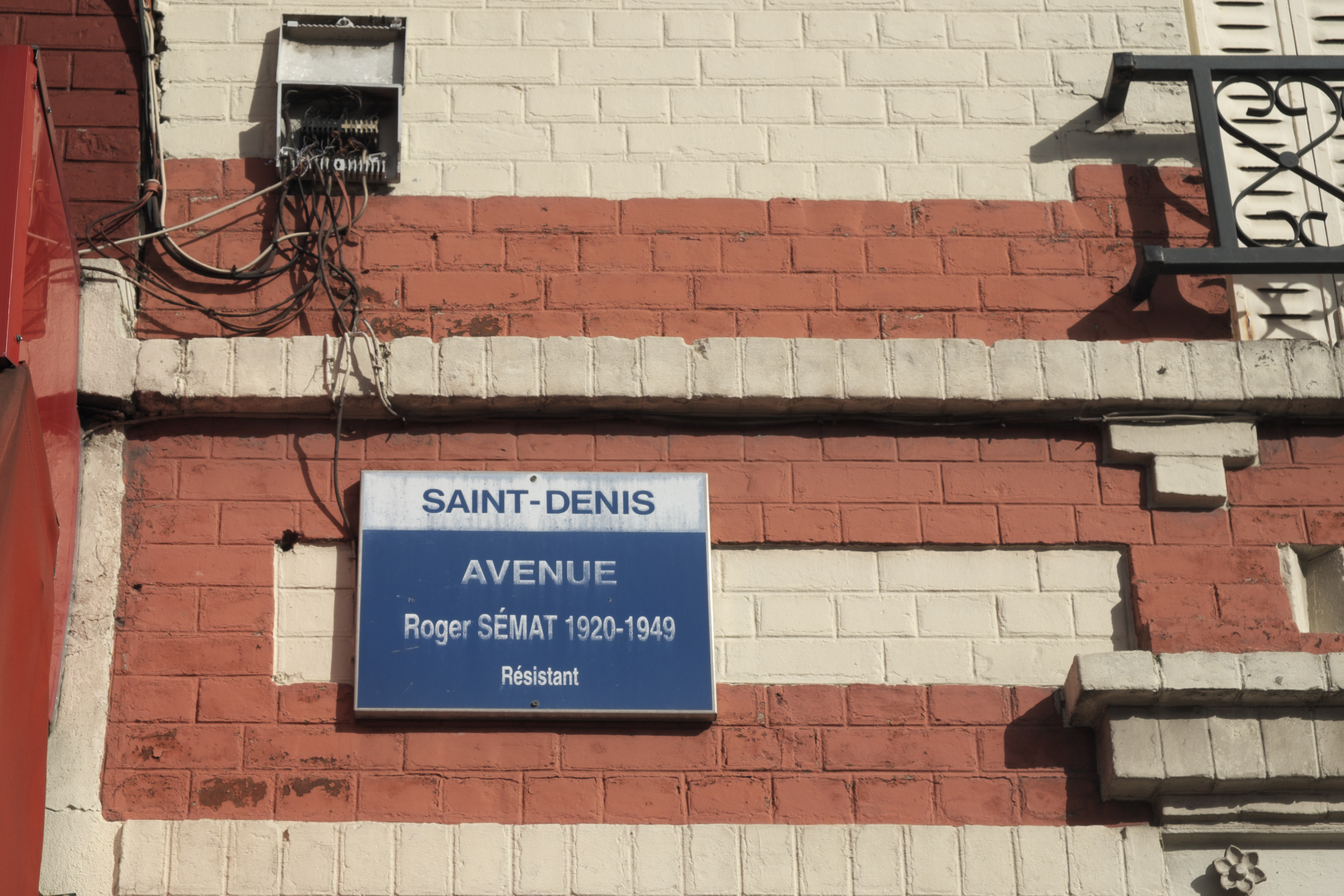
Plaque de la rue en 2019.

- Ancien emplacement du fort de la Double-Couronne.
- Parc des sports Auguste-Delaune, inauguré en 1971[8].